# Le Curé de village
Le Curé de village (em português O cura da aldeia ) é um romance de Honoré de Balzac, cujo tema central é o "arrependimento católico", publicado pela primeira vez no jornal La Presse em 1839 em três partes.
O texto foi editado em volume em maio de 1841 pela editora Souverain, com uma dedicatória a Hélène depois retirada na edição definitiva, um prefácio e 29 capítulos.
Em 1848, a obra, amplamente revisada e dividida agora em apenas cinco grandes capítulos, integrou as "Cenas da Vida Rural" da primeira edição da "Comédia Humana" (tomo XIII).
Encontram-se nesse romance os temas que Balzac já havia desenvolvido em O Médico Rural: a melhoria das condições de vida dos camponeses e a redenção pela entrega de si mesmo. 
Foram nesses dois livros que Balzac expôs mais claramente suas concepções políticas, sociais e religiosas.
"A representação dos camponeses como potencialmente violentos, se distantes da religião católica, e como portadores de grandes virtudes se seguidores dessa mesma religião é uma marcante característica de O cura da aldeia. Embora a obra possa "não agradar ao leitor que não compartilhe a fé cristã de Balzac, trata-se de um belo livro, absolutamente digno de toda a nossa atenção, independentemente das opiniões pessoais emitidas pelo autor."
O romance é, a princípio, uma história policial. Há uma morte misteriosa e não se compreende a atitude de Véronique Graslin (a principal protagonista) senão ao fim.

## Enredo
Filha única de um casal de ferrageiros de Auvergne que, através da poupança, conseguiram acumular para ela um grande dote, Véronique (Verônica na edição brasileira organizada por Paulo Rónai) Graslin casa-se com um rico banqueiro de Limoges, que a negligencia em favor do seu negócio. A sua beleza particular atrai ao seu redor elementos da boa sociedade da cidade, notadamente o procurador-geral.
Em Limoges, um crime comove a população: um velho avarento chamado Pingret foi roubado e assassinado. O culpado foi preso, um jovem sem antecedentes criminais chamado Tascheron, da aldeia vizinha de Montégnac. Ele inicialmente nega veementemente a culpa, mas sob a exortação do padre de Montégnac, Monsieur Bonnet (o cura que dá título ao livro), acaba confessando o assassinato e resigna-se a ser condenado à morte e executado, aceitando a ajuda da religião. Para escapar da desonra, a família do criminoso emigrou para os Estados Unidos, onde fundou a próspera cidade de Tascheronville, em Ohio.
Com a morte do marido, Véronique retirou-se para Montégnac e daí em diante dedicou a vida a melhorar a vida dos seus moradores. Em particular, financiou e coordenou, com ajuda de um engenheiro frustrado enviado de Limoges (Gérard) e dos moradores da região, grandes trabalhos de irrigação a fim de fertilizar as terras áridas da comuna. Ela é a benfeitora da aldeia, considerada uma santa. Na verdade, expia uma falta terrível que só revelará numa confissão pública à beira da morte.

## Adaptação para televisão
- 1969 : Le Curé de village (du roman d'Honoré de Balzac), telefilme de Edmond Tyborowski